# Death on the Road
Death on the Road es el noveno álbum en directo de la banda británica de heavy metal Iron Maiden, grabado en el estadio Westfalenhalle en Dortmund, Alemania, durante la gira Dance of Death World Tour.
De este álbum musical apareció un DVD que fue lanzado el 6 de febrero de 2006. Está compuesto con tres DVD, con el primer DVD siendo el concierto en el audio de 5.1 Dolby Digital, el segundo DVD que es el concierto en sonido estéreo y el tercer DVD contiene contenido especial, incluyendo el making-off del DVD y todos los videos promocionales del álbum Dance of Death.
La portada de este disco fue hecha por Melvyn Grant.

## Lista de canciones

### Lista en disco compacto
| Disco 1 1. "Wildest Dreams" (Adrian Smith, Harris) – 4:51 2. "Wrathchild" (Harris) - 2:49 3. "Can I Play with Madness" (Bruce Dickinson, Smith, Harris) – 3:30 4. "The Trooper" (Harris) – 4:12 5. "Dance of Death" (Janick Gers, Harris) – 9:23 6. "Rainmaker" (Dickinson, Dave Murray, Harris)– 4:01 7. "Brave New World" (Dickinson, Murray, Harris) – 6:09 8. "Paschendale" (Smith, Harris) – 10:17 9. "Lord of the Flies" (Gers, Harris) – 5:06 | Disco 2 1. "No More Lies" (Harris) – 7:49 2. "Hallowed Be Thy Name" (Harris) – 7:31 3. "Fear of the Dark" (Harris) – 7:28 4. "Iron Maiden" (Harris) – 4:50 5. "Journeyman" (Dickinson, Smith, Harris) – 7:02 6. "The Number of the Beast" (Harris) – 4:57 7. "Run to the Hills" (Harris) – 4:26 |

### Lista en disco de vinilo
| Disco 1 Lado A 1. "Wildest Dreams" (Harris) – 4:51 2. "Wrathchild" (Harris) – 2:49 3. "Can I Play with Madness" (Harris) – 3:30 4. "The Trooper" (Harris) – 4:12 5. "Dance of Death" (Harris) – 9:23 Lado B 1. "Rainmaker" (Harris) – 4:01 2. "Brave New World" (Harris) – 6:09 3. "Paschendale" (Harris) – 10:17 4. "Lord of the Flies" (Harris) – 5:06 | Disco 2 Lado A 1. "No More Lies" (Harris) – 7:49 2. "Hallowed Be Thy Name" (Harris) – 7:31 3. "Fear of the Dark" (Harris) – 7:28 Lado B 1. "Iron Maiden" (Harris) – 4:50 2. "Journeyman" (Harris) – 7:02 3. "The Number of the Beast" (Harris) – 4:57 4. "Run to the Hills" (Harris) – 4:26 |

## Integrantes
- Steve Harris - bajista
- Bruce Dickinson - vocalista
- Dave Murray - guitarrista
- Adrian Smith - guitarrista
- Janick Gers - guitarrista
- Nicko McBrain - baterista

Invitado
- Michael Kenney - teclista